# Marcas tribales yoruba

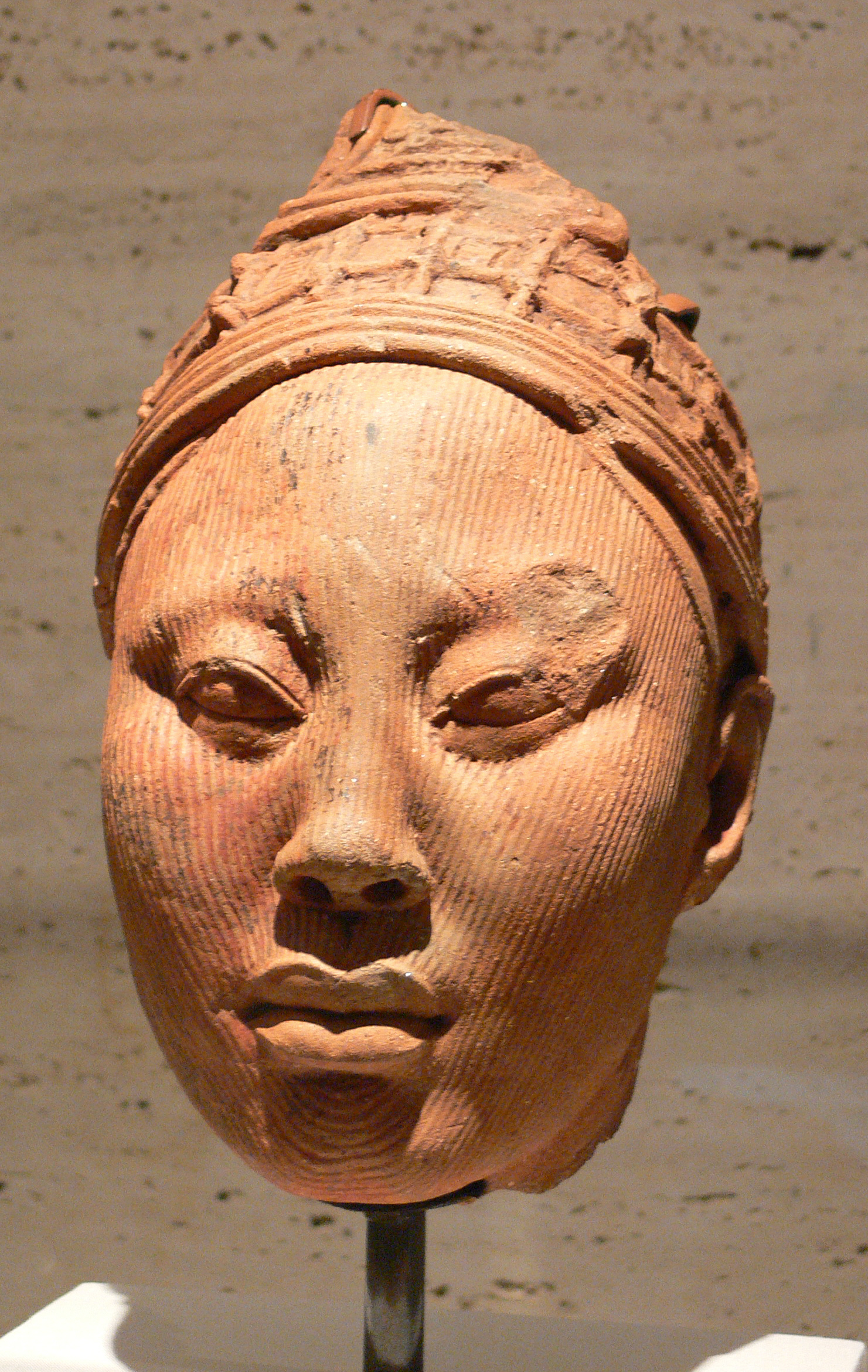
Busto de un rey de Ile-Ife del / con marcas tribales.

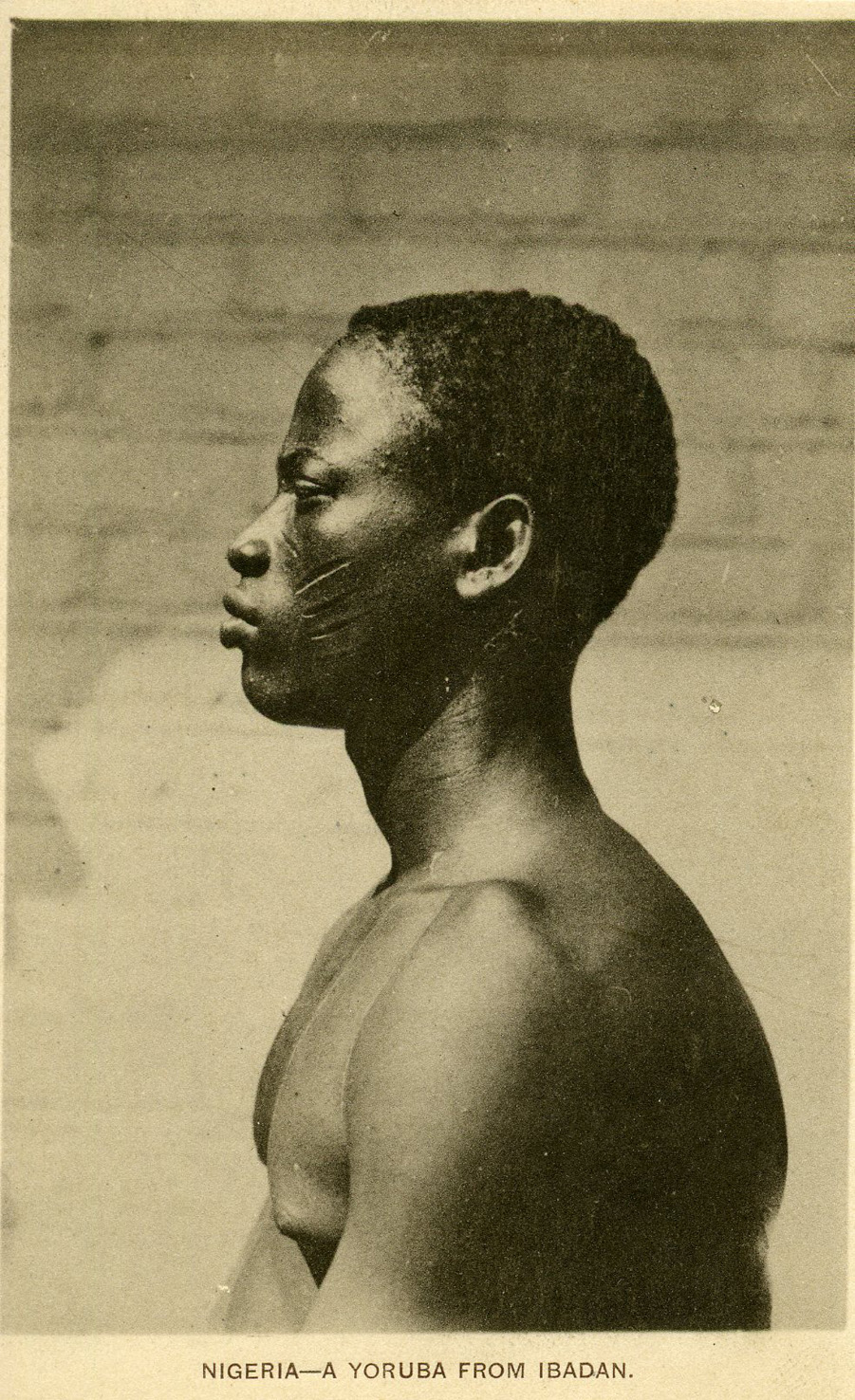
Un joven yoruba (probablemente un adolescente) de Ibadan con marcas faciales de Oyo.

Las marcas tribales yoruba son escarificaciones que son marcas específicas de identificación y embellecimiento diseñadas en la cara o el cuerpo del pueblo yoruba. Las marcas tribales son parte de la cultura yoruba y generalmente se inscriben en el cuerpo quemando o cortando la piel durante la infancia. La función principal de las marcas tribales es la identificación de la tribu, familia o herencia patrilineal de una persona. Otras funciones secundarias de las marcas son símbolos de belleza, creatividad yoruba y mantener vivos a los niños traviesos (ila Abiku). Esta práctica era popular entre los yoruba de Nigeria, Benín y Togo. Durante el comercio transatlántico de esclavos, la identificación tribal y las rayas faciales adquirieron importancia. Algunos esclavos repatriados luego se reunieron con sus comunidades mirando las rayas faciales.
Sin embargo, el uso de marcas tribales está desapareciendo en tierras yoruba debido al colonialismo y la modernización.

## Antecedentes
En las sociedades yoruba tradicionales, cada niño nace en un clan patrilineal llamado idile baba en idioma yoruba. El clan comparte nombres de clan (orile), poesía (oriki), tabúes (eewo) y marcas faciales (ila). Las marcas faciales en el niño le asignan todos los derechos de membresía del clan. Los niños con marcas en la cara se llaman Okola. No se considera que las familias o individuos que carecen de las características normales consistentes con la tribu adquieran pleno estatus como agentes en la sociedad yoruba. También carecerían de la capacidad de comportarse de manera significativa, como saludar, decir y dar órdenes. Cada tribu del grupo étnico yoruba tenía diferentes patrones de inscripción que aparecen en diferentes tamaños y formas en diferentes lugares de la cara o el cuerpo. La ubicación y posición de la inscripción de la marca depende de la tribu y la cultura. Las marcas tribales podían estar inscritas en el pecho, el brazo, el regazo o las nalgas, pero normalmente estaban en la cara.

## Estilo

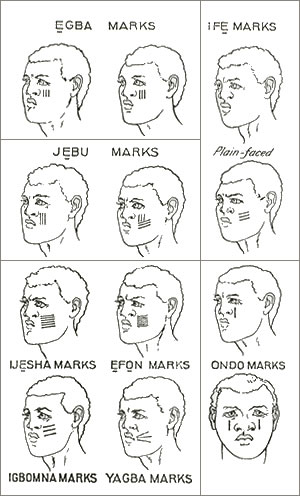
Marcas faciales

### Pelé
El estilo Pele de marca tribal consiste en tres líneas verticales inscritas en las mejillas.
Pelé tiene diferentes variantes. Las variantes incluyen; Pele Ife, tres líneas verticales inscritas en la mejilla. Es peculiar del pueblo Ile Ife. Pele Ijebu y Pele Ijesha son otras variantes de Pele. Ambas variantes son tres líneas verticales cortas inscritas en las mejillas.

### Owu
Las marcas tribales de Owu consisten en seis incisiones a cada lado de las mejillas y son peculiares de los indígenas de Owu, una ciudad histórica en Abeokuta, la capital del estado de Ogun, Nigeria. La marca tribal Owu estaba inscrita en las mejillas del jefe Olusegun Obasanjo, expresidente de la República Federal de Nigeria.

### Gọmbọ
El estilo Gọmbọ, también conocido como Kẹkẹ, consiste en múltiples líneas rectas y curvas separadas aproximadamente media pulgada inscritas en las mejillas a ambos lados de la boca. Los indígenas de Ogbomosho en el estado de Oyo generalmente se identifican por el estilo Gombo o Kẹkẹ de las marcas tribales yoruba.

### Abajá
El estilo Abaja puede variar desde una forma básica hasta una más compleja. En su versión básica, consiste en tres o cuatro franjas horizontales en las mejillas. Sin embargo, el estilo Abaja también puede ser más elaborado, con doce líneas horizontales, seis en cada mejilla. Este estilo es conocido comúnmente como "Abaja Alaafin Mefa Mefa" y es una marca tribal exclusiva de los indígenas de Oyo, Nigeria. El estilo Abaja de la marca tribal yoruba estaba inscrito en las mejillas de Lamidi Adeyemi III, el Alaafin de Oyo. Otras marcas tribales yoruba incluyen Ture, Mande, Bamu y Jamgbadi.

## Uso de marcas tribales hoy.
El uso de marcas tribales como medio de identificación y embellecimiento entre la tribu yoruba ya no es una norma y algunos estados yoruba han promulgado ciertas leyes que prohíben el uso de las marcas. Los infractores de la ley pueden ser castigados con multas y/o prisión. En el estado de Oyo, por ejemplo, la prohibición de las marcas tribales es parte integral de la Ley estatal de derechos del niño, una ley que impone una multa o un mes de prisión, o ambas, por su violación. Según la ley, "ninguna persona podrá tatuar ni hacer marcas en la piel ni hacer que se hagan tatuajes o marcas en la piel de un niño". Por lo general, se inyectan varios pigmentos en la dermis para crear marcas tribales. La técnica de eliminación más eficaz es el láser de conmutación Q.

## Importancia de la marca tribal en la cultura yoruba
Algunas marcas tribales están asociadas con los tronos de ciertas ciudades, por lo que se espera que quien se convierta en rey tenga la marca tribal asociada con este cargo tradicional. Por ejemplo, todavía se espera mucho en Iseyin, estado de Oyo, que cualquier nuevo rey tenga la marca tribal Pele.

## Destacado pueblo yoruba con marcas tribales
- Ladoke Akintola
- Olusegun Obasanjo
- Lamidi Adeyemi III
- Salihu Moddibo Alfa Belgore
- King Sunny Adé